# کن پارک
کن پارک (به انگلیسی: Ken Park) فیلمی درام به مدت ۹۶ دقیقه به کارگردانی لری کلارک با بازی تیفانی لیماس می باشد.